# Aloe darainensis
Aloe darainensis là một loài thực vật có hoa trong họ Măng tây. Loài này được J.-P.Castillon mô tả khoa học đầu tiên năm 2009.